# Campionati europei di slittino 1956
I Campionati europei di slittino 1956 sono stati la 14ª edizione della competizione.
Si sono svolti a Imst, in Austria.

## Medagliere
| Pos.   | Nazione | Oro | Argento | Bronzo | Totale |
| ------ | ------- | --- | ------- | ------ | ------ |
| 1      | Austria | 3   | 3       | 2      | 8      |
| 2      | Italia  | 0   | 0       | 1      | 1      |
| Totale | Totale  | 3   | 3       | 3      | 9      |

## Podi
| Evento            | Oro                                   | Argento                   | Bronzo                  |
| Singolo Maschile  | Josef Isser                           | Hans Krausner             | Erich Raffl             |
| Singolo Femminile | Elly Lieber                           | Maria Isser               | Lotte Scheimpflug       |
| Doppio            | Wilhelm Leimgruber Josef Unterfrauner | Erich Raffl Stefan Schöpf | Josef Thaler Luis Posch |